# هوگو باس
هوگو باس آگ (به آلمانی: Hugo Boss AG) شرکت پوشاک و خانه مد آلمانی است، که در زمینه طراحی، تولید و توزیع کالاهای لوکس و انواع پوشاک فعالیت می‌کند.
شرکت هوگو باس توسط طراح مد و کارآفرین آلمانی؛ هوگو فردیناند باس در سال ۱۹۲۴ تأسیس شد. امروزه نشان تجاری هوگو باس در صنعت مد یک برند شناخته شده می‌باشد.
دفتر مرکزی این شرکت در شهر متسینگن، آلمان قرار دارد و بخشی از سهام آن در بازار بورس فرانکفورت مبادله می‌شود.